# Gens Ceyonia
La gens Ceyonia fue una familia la Antigua Roma de tiempo imperial.  El primer miembro de la gens en obtener el consulado fue Lucio Ceyonio Cómodo, en 78.  El auge de esta familia culminó con la elevación del emperador Lucius Aurelius Verus, nacido Lucius Ceionius Commodus, en 161.

## Origen de la gens
Los Ceionii eran probablemente de origen etrusco. Su nomen se parece a otros nombres etruscos, como Cilnius, y la familia no aparece en la historia antes del siglo I. El historiador Aelius Spartianus escribió que provenían de Etruria, o quizás de la ciudad de Faventia, la cual era de origen etrusco.

## Praenomina utilizados por la gens
Los praenomina utilizados por los Ceionii son Lucius, Gaius, y Marcus.

## Ramas y cognomina de la gens
La más ilustre familia de los Ceionii llevó el cognomen Commodus, significando «amistoso», o «agradable». El agnomen Verus, significando «cierto», fue llevado por algunos miembros de esta familia.  Muchos otros apellidos aparecen, algunos de los cuales eran normalmente cognomina, como Rufus, significando «rojo» o «rojizo», o "Bassus". Sin embargo, como en muchas familias del tiempo imperial, muchos apellidos fueron adquiridos de otras familias, con las cuales los Ceionii estuvieron relacionados o con las que conectaron políticamente.
Postumus, un apellido que pertenece al padre del emperador Clodio Albino, es derivado del praenomen Postumus, referido a un niño pequeño, a pesar de que una etimología falsa popular lo derivó de post humus, («después del entierro»), significando un niño nacido después de la muerte de su padre. En una carta referida por el historiador Julius Capitolinus, Ceionius Postumus reclamó ser descendiente de la antigua casa patricia de los Postumii, cuyo nomen era derivado del praenomen Postumus. Ceionius nombró a su hijo, Albinus, presuntamente en referencia tanto a la blancura extraordinaria de su piel, como a la familia noble de los Postumii Albini; sin embargo, muchos otros miembros de la gens también llevaron el apellido Albinus.